# Marie von Ebner-Eschenbach

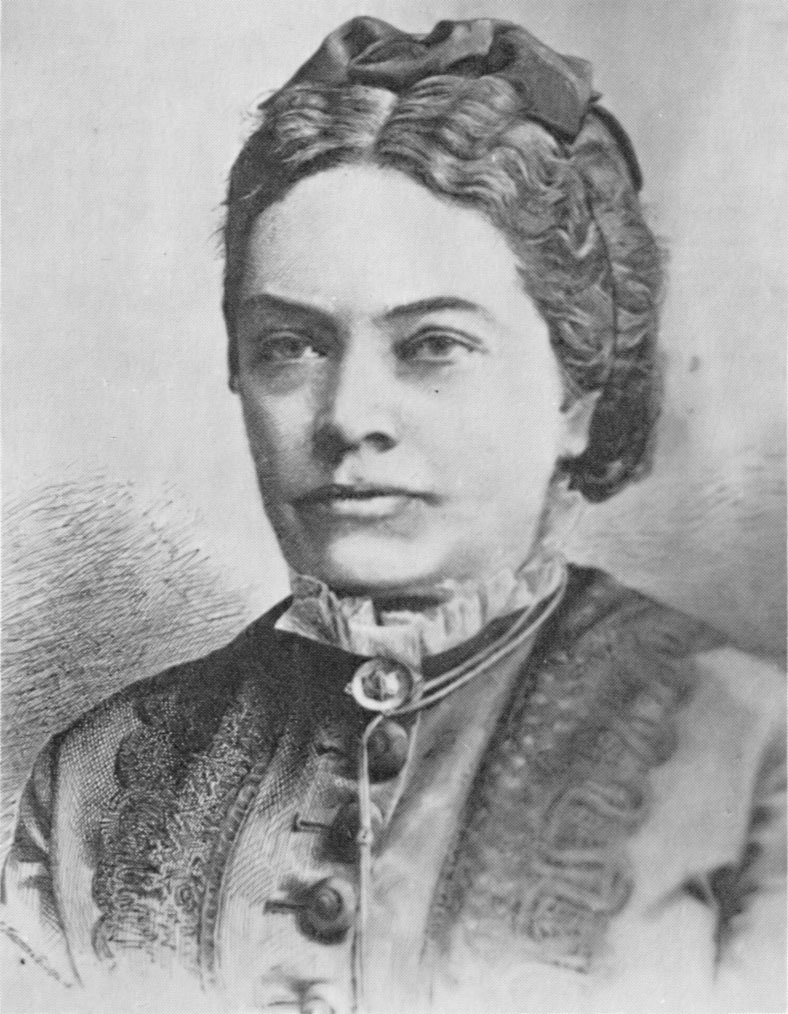
Marie von Ebner-Eschenbach.

Marie von Ebner-Eschenbach (Palacio de Zdislawitz, Moravia; 13 de septiembre de 1830 - Viena; 12 de marzo de 1916) fue una escritora austríaca.

## Vida y obra
Perdió a su madre a muy temprana edad. Su familia pertenecía a la nobleza checa (ostentaba el título de baronesa) y Marie recibió una excelente educación al amparo de sus madrastras, particularmente la segunda de ellas, quien influyó en su formación literaria instándola a escribir.
En 1848, con 18 años de edad, contrae matrimonio con Moritz von Ebner-Eschenbach, su primo, quien llegaría a ostentar el grado de mariscal de campo. Debido a los deberes militares de Moritz, la pareja reside primero en Viena, luego en Klosterbruck y más tarde, hacia 1860, regresa a Viena.
Marie empezó a interesarse en la producción literaria, donde es influenciada por Iván Turgenev y apoyada por Freiherr Von Minch-Bellinghausen, Franz Grillparzer y Friedrich Hebbel.
Marie se orienta desde sus inicios hacia el género dramático y toma a Friedrich Schiller como su modelo literario. Hacia 1858, debuta en las letras como autora anónima con la serie de cartas Desde Franzensbad (Aus Franzensbad), donde retrata a la burguesía y a la nobleza de su tiempo mediante la sátira y la ironía, constantes que acompañarán sus escritos posteriores. 
En 1860 publica, por primera vez bajo su nombre, la obra María Estuardo en Escocia (Mary Stuart in Schottland). Le siguen Prinzessin von Banalien en 1872; Bozena en 1876; Aforismos en 1880; Krambambuli en 1881; Neue Erzählungen en 1881; Lotti, la relojera (Lotti, die Uhrmacherin) en 1883; Historias del pueblo y del palacio (Dorf- und Schloßgeschichten) en 1883; Zwei Comtessen en 1885; El niño en la comunidad (Das Gemeindekind) en 1887; Unsiihnbar en 1890; Parabeln, Marchen y Gedichte en 1892; Glaubenslos? en 1893; Aus Spätherbsttagen en 1901.
Empleando la penetración psicológica, moderada con simpatía y humor sutil, Marie retrató las escenas de la alta sociedad vienesa y la vida sencilla de la gente de los pueblos. Su estilo elegante, su ingenio incisivo y su notable capacidad para retocar con precisión el carácter de sus personajes le valieron ser catalogada como la mejor de las escritoras en lengua alemana de su tiempo.
Con ocasión de su septuagésimo cumpleaños la Universidad de Viena le confirió el doctorado honoris causa en Filosofía.
- Datos: Q93525
- Multimedia: Marie von Ebner-Eschenbach / Q93525
- Citas célebres: Marie von Ebner-Eschenbach